# Olde Hansa
Olde Hansa (рус. О́лдэ Ха́нса, с др.-верх.-нем. «старый союз») — стилизованный под средневековье ресторан в центре Таллина, одна из достопримечательностей столицы Эстонии.  Ресторан находится в Старом городе, в нескольких шагах от Ратушной площади по адресу: Вана-тург, д. 1. Здание ресторана является памятником архитектуры. К ресторану также относится средневековая лавка «Крамбуде».

## История
Эпоха, которую воссоздает Olde Hansa, считается «золотым веком» Таллина. Во второй половине XV века город входил в Ганзейский союз и играл важную роль в регионе Балтийского моря. Именно в этот период были построены торговые и складские здания, определившие архитектуру города.
Здание, в котором находится ресторан, получило современный вид в XVII веке, когда три соседствующих складских помещения были объединены в одно здание под общей крышей. В 1997 году внесено в Государственный регистр памятников культуры Эстонии как памятник архитектуры.

## Ресторан
Ресторан Olde Hansa был открыт в 1997 году. При этом владельцы старались воссоздать быт богатого средневекового купеческого дома в современных условиях. Интерьер, посуда, внешний вид персонала, а также блюда и напитки, выдержаны в стиле Ганзейского периода. В меню Olde Hansa нет продуктов, появившихся в Европе после XV века (например, картофеля), но есть большой выбор блюд из дичи (медвежатина, вяленое мясо лося, мясо фазана). Все блюда приготовлены по рецептам из старинных грамот. Очень известен и за пределами Таллина жареный со специями миндаль.
Интерьер и посуда были изготовлены специально для заведения. Мебель выполнена из массивного дерева, керамическая и стеклянная посуда изготовлена вручную. Обслуживающий персонал одет в средневековые одеяния согласно сословию.
Ресторан расположился на трёх этажах. В теплое время года также открывается терраса на улице. Общая вместимость заведения составляет около 300 человек. На втором этаже часто музыканты играют на средневековых инструментах, на третьем этаже находится каминный зал.

## Галерея

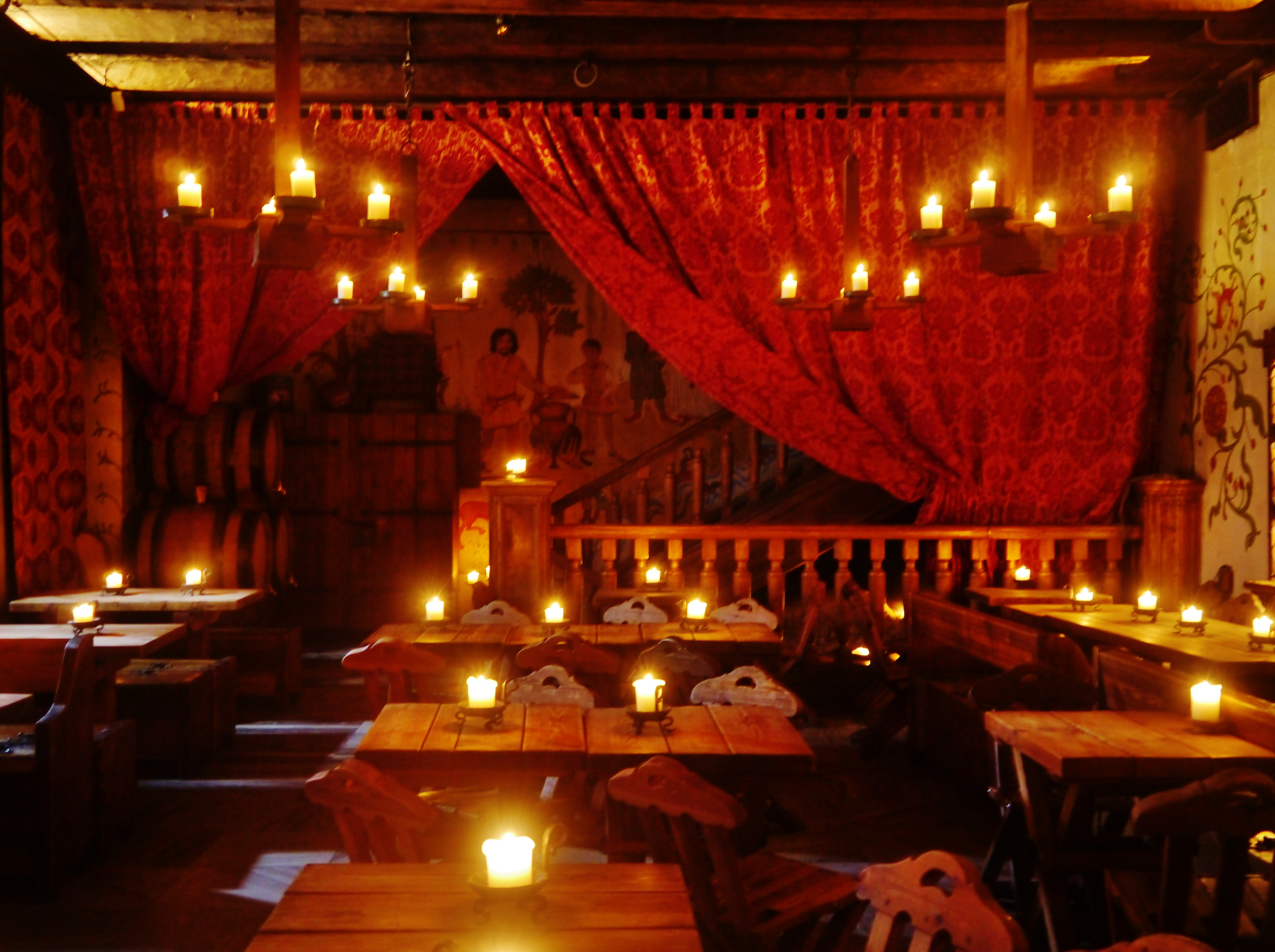
Интерьер
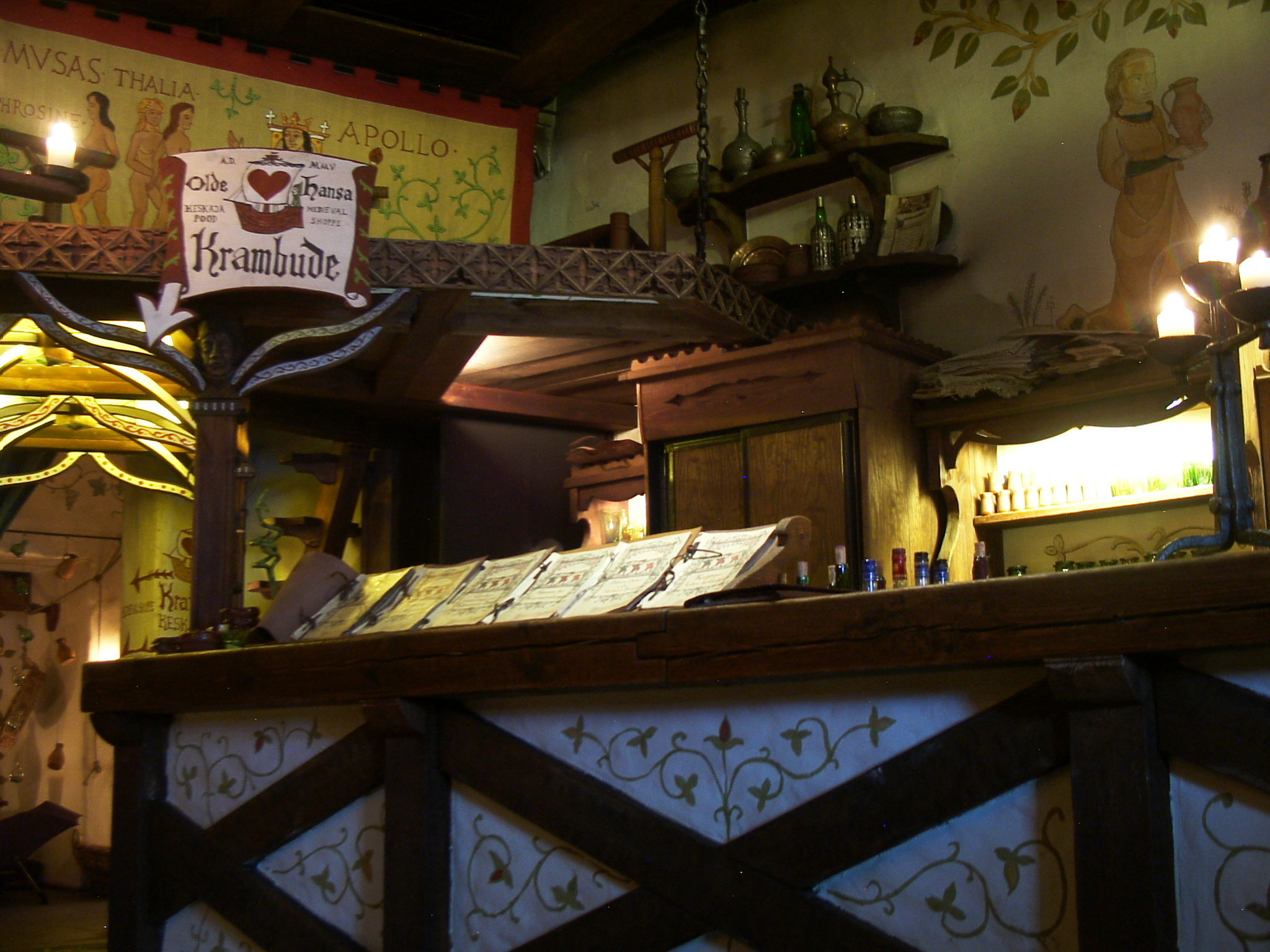
Интерьер
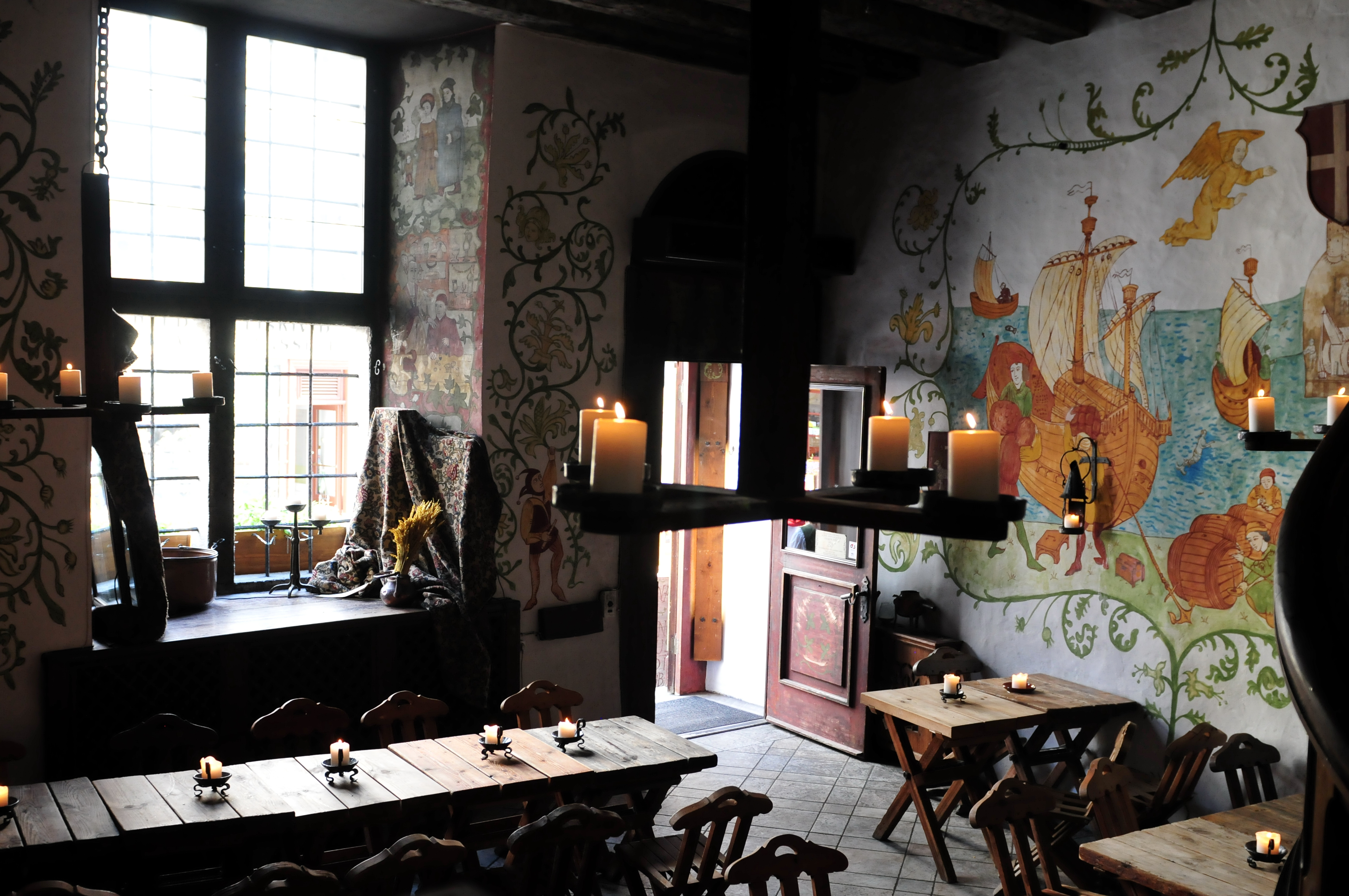
Интерьер
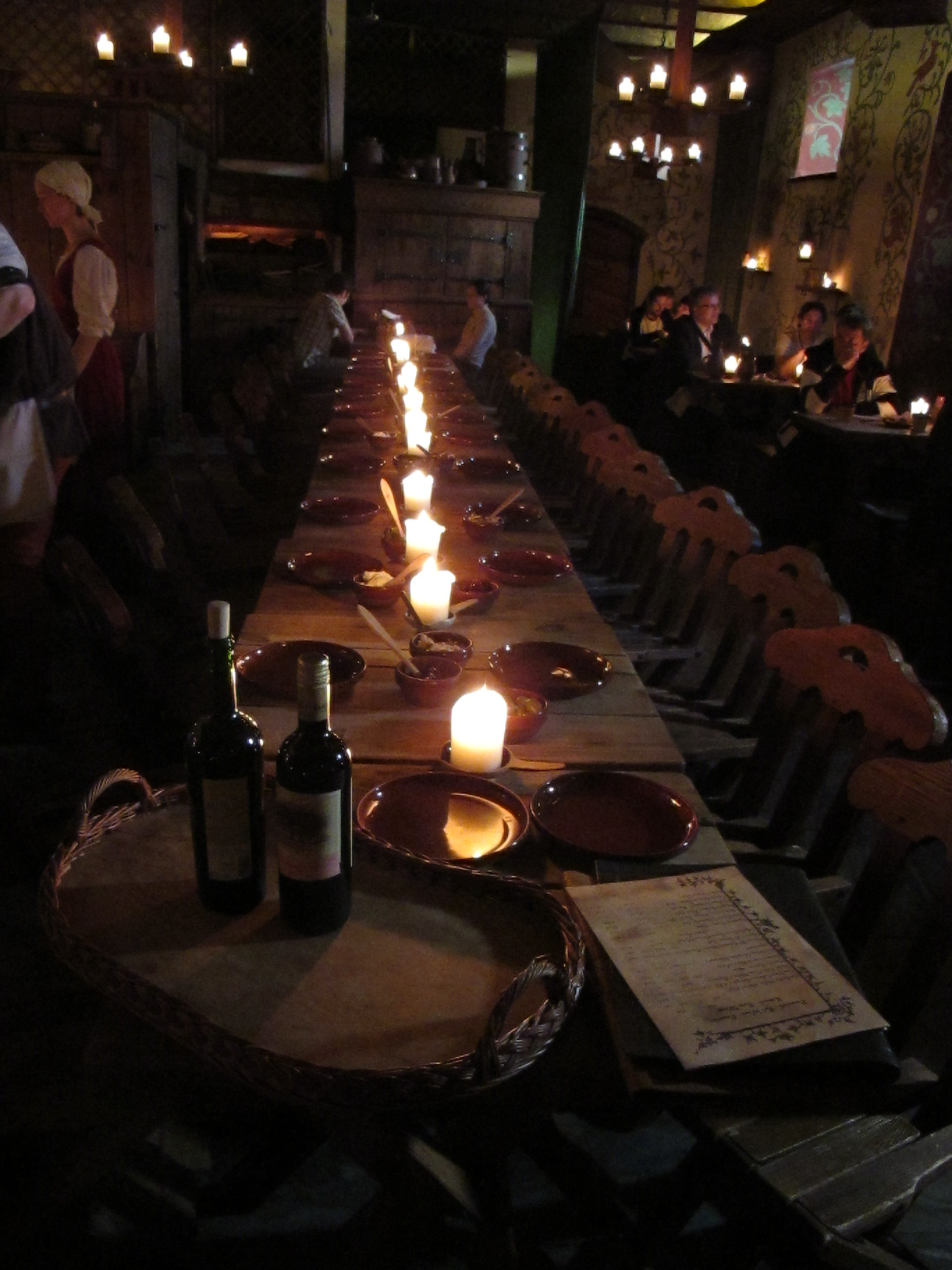
Трапеза в Olde Hansa

## Средневековая лавка
В прилегающих к ресторану помещениях находится лавка «Крамбуде» (с нем. Krambude, «лавчонка»), в которой посетители могут приобрести стилизованные под средневековье предметы интерьера, посуду, одежду, а также пряности. Лавка была открыта в 2005 году.